# Andraž Struna
Andraž Struna (Piran, 23 de abril de 1989) es un futbolista esloveno que juega en la demarcación de defensa. Es hermano del también futbolista Aljaž Struna.

## Selección nacional
Debutó con la selección de fútbol de Eslovenia el 15 de agosto de 2012 en un partido amistoso contra Rumania que finalizó con un resultado de 4-3 a favor del combinado esloveno. Además llegó a disputar cuatro partidos de clasificación para la Copa Mundial de Fútbol de 2014, al igual que la clasificación para la Eurocopa 2016.

### Goles internacionales
| # | Fecha               | Estadio                               | Oponente   | Gol | Resultado | Competición                         |
| - | ------------------- | ------------------------------------- | ---------- | --- | --------- | ----------------------------------- |
| 1 | 27 de marzo de 2015 | Estadio Stožice, Liubliana, Eslovenia | San Marino | 3–0 | 6–0       | Clasificación para la Eurocopa 2016 |

## Clubes
| Club                      | País           | Año       | Partidos | Goles |
| ------------------------- | -------------- | --------- | -------- | ----- |
| N. K. Portorož Piran      | Eslovenia      | 2006-2007 | 12       | 0     |
| F. C. Koper               | Eslovenia      | 2007-2010 | 64       | 1     |
| K. S. Cracovia            | Polonia        | 2010-2013 | 53       | 1     |
| PAS Giannina              | Grecia         | 2013-2016 | 89       | 0     |
| Heart of Midlothian F. C. | Escocia        | 2017      | 17       | 1     |
| New York City F. C.       | Estados Unidos | 2017-2018 | 7        | 1     |
| Anorthosis Famagusta      | Chipre         | 2018-2019 | 41       | 0     |
| F. C. Voluntari           | Rumania        | 2019-2020 | 22       | 1     |
| U. S. Triestina           | Italia         | 2020-2021 | 6        | 0     |
| N. K. Tabor Sežana        | Eslovenia      | 2022      | 5        | 0     |

## Palmarés

### Campeonatos nacionales
| Título                 | Club        | País      | Año  |
| ---------------------- | ----------- | --------- | ---- |
| Prva SNL               | F. C. Koper | Eslovenia | 2010 |
| Supercopa de Eslovenia | F. C. Koper | Eslovenia | 2010 |